# Гегінс (Пенсільванія)
Гегінс (англ. Hegins) — переписна місцевість (CDP) в США, в окрузі Скайлкілл штату Пенсільванія. Населення — 798 осіб (2020).

## Географія
Гегінс розташований за координатами 40°39′9″ пн. ш. 76°29′15″ зх. д. / 40.65250° пн. ш. 76.48750° зх. д. (40.652372, -76.487550).  За даними Бюро перепису населення США в 2010 році переписна місцевість мала площу 5,17 км², уся площа — суходіл.

## Демографія
Згідно з переписом 2010 року, у переписній місцевості мешкало 812 осіб у 357 домогосподарствах у складі 225 родин. Густота населення становила 157 осіб/км².  Було 381 помешкання (74/км²).
Расовий склад населення:
| - 98,4 % — білих - 0,2 % — азіатів |

До двох чи більше рас належало 1,1 %. Частка іспаномовних становила 1,5 % від усіх жителів.
За віковим діапазоном населення розподілялося таким чином: 19,7 % — особи молодші 18 років, 62,1 % — особи у віці 18—64 років, 18,2 % — особи у віці 65 років та старші. Медіана віку мешканця становила 42,8 року. На 100 осіб жіночої статі у переписній місцевості припадало 108,7 чоловіків;  на 100 жінок у віці від 18 років та старших — 105,0 чоловіків також старших 18 років.
Середній дохід на одне домашнє господарство  становив 56 420 доларів США (медіана — 41 161), а середній дохід на одну сім'ю — 60 898 доларів (медіана — 44 408). 
Цивільне працевлаштоване населення становило 441 особа. Основні галузі зайнятості: освіта, охорона здоров'я та соціальна допомога — 26,3 %, виробництво — 22,0 %, фінанси, страхування та нерухомість — 13,2 %, транспорт — 11,1 %.